# Jonkersvaart
Jonkersvaart (Gronings: Jonkersvoart) is een streekdorp gelegen langs het gelijknamige kanaal in de gemeente Westerkwartier in Groningen (Nederland) en heeft ongeveer 240 inwoners. Het buitengebied rond Jonkersvaart telt 248 inwoners.

## Etymologie
Reeds in 1765 is sprake van de "jonkersgruppel", een watergang ten behoeve van de waterafvoer bij de vervening. Rond 1780 kreeg de turfwinning een nieuwe impuls onder jonker Ferdinand Folef von Innhausen und Kniphausen (1735-1795) en zijn vrouw Anna Maria Graafland die een bevaarbaar kanaal hebben laten aanleggen. Aan deze jonker hebben de vaart en het dorp hun naam te danken. Naar Anna Maria Graafland is de Gravelandwijk genoemd, een wijk die via de Zandwijk in verbinding staat met de Jonkersvaart.

## Geschiedenis
In 1871 werd een verbinding met Friesland via de Wilpstervaart gemaakt. Daarvoor werd het Jonkersverlaat aangelegd.

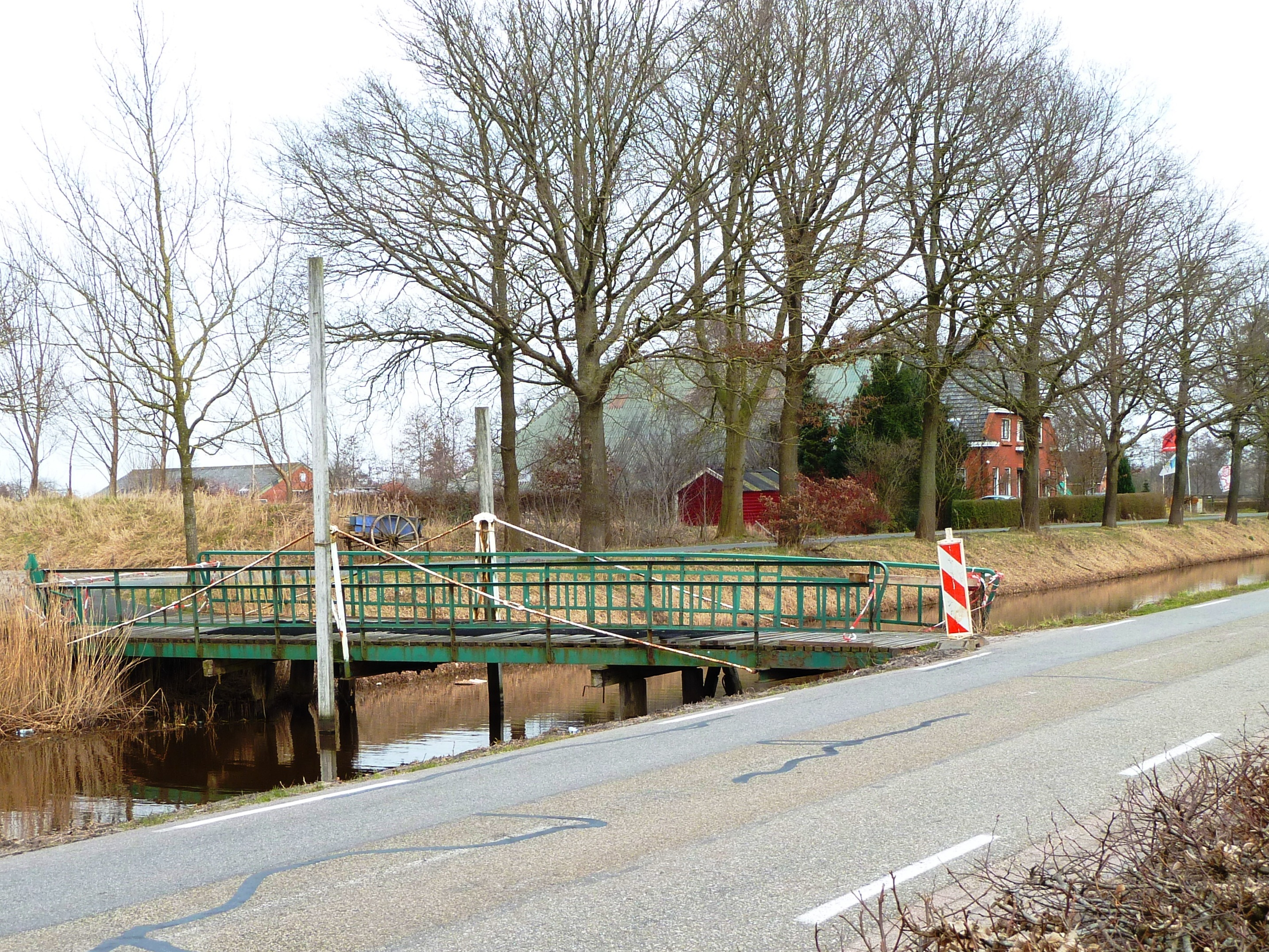
Oude brug bij Jonkersvaart
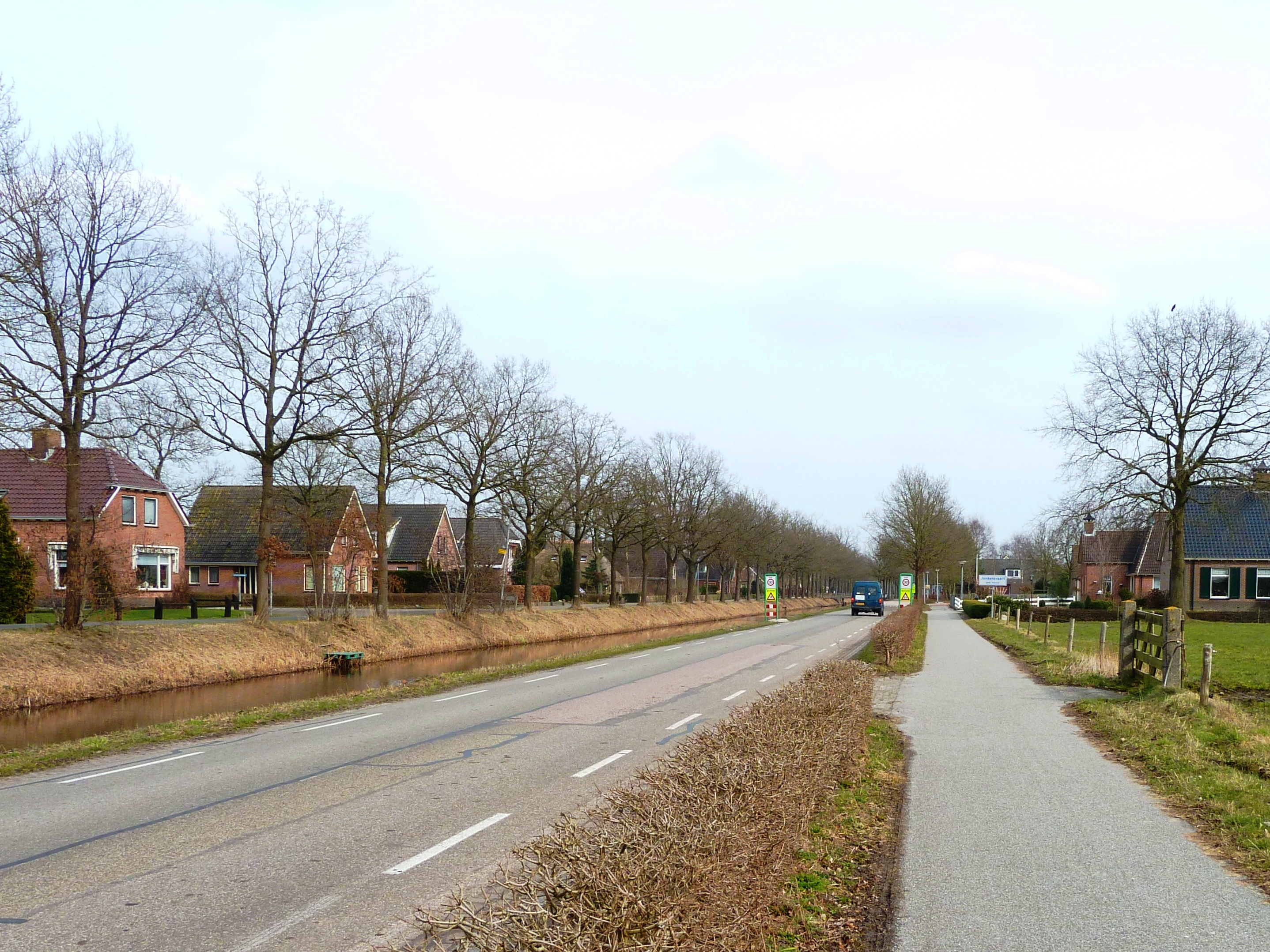
Ingang naar het dorp
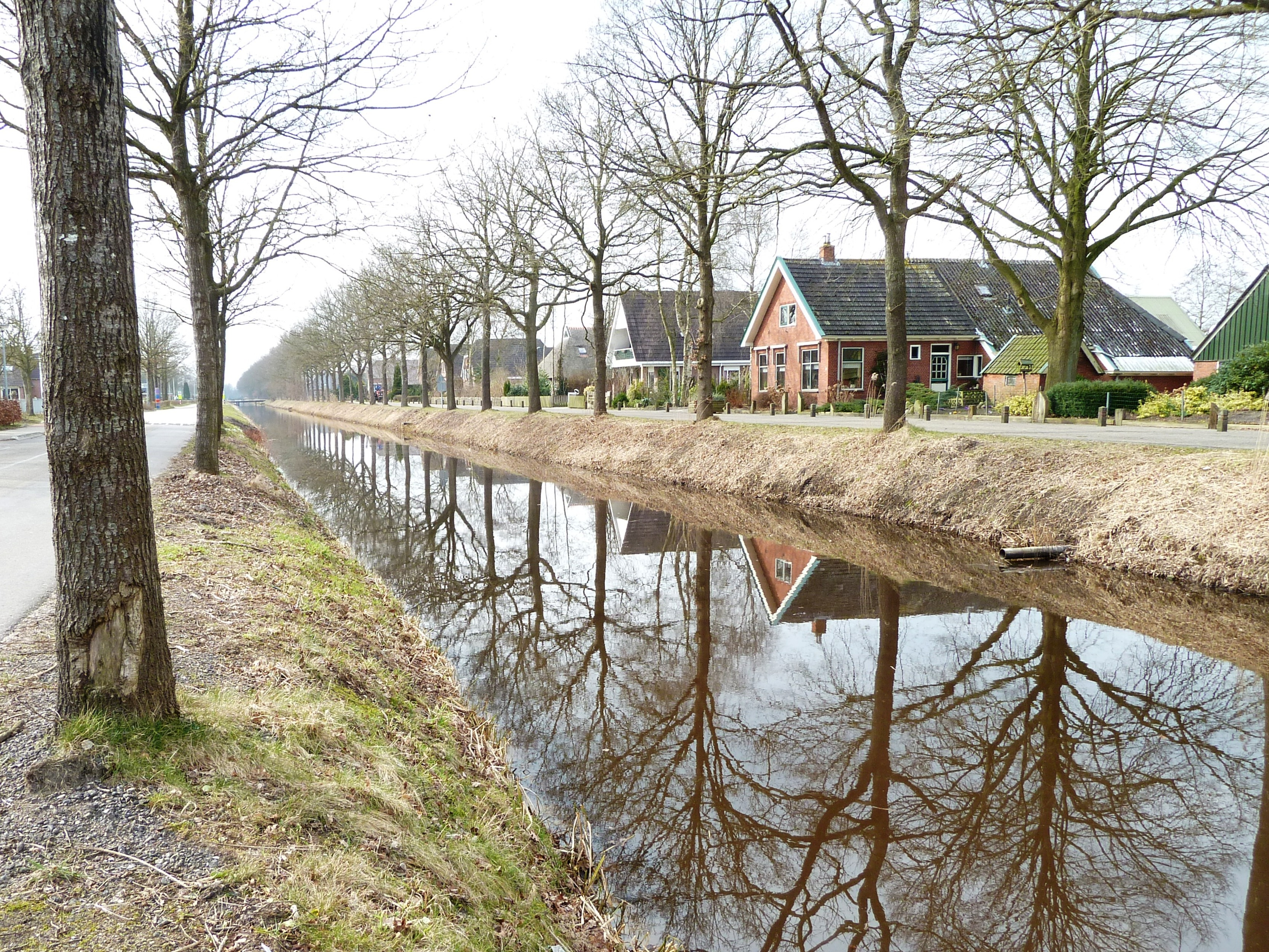
Huizen langs het water